# Steele (Missouri)
Steele é uma cidade localizada no estado americano de Missouri, no Condado de Pemiscot.

## Demografia
Segundo o censo americano de 2000, a sua população era de 2263 habitantes.
Em 2006, foi estimada uma população de 2152, um decréscimo de 111 (-4.9%).

## Geografia
De acordo com o United States Census Bureau tem uma área de
4,9 km², dos quais 4,9 km² cobertos por terra e 0,0 km² cobertos por água. Steele localiza-se a aproximadamente 80 m acima do nível do mar.

## Localidades na vizinhança
O diagrama seguinte representa as localidades num raio de 20 km ao redor de Steele.